# Alaor Braz da Fonseca
Alaor Braz da Fonseca (Guiricema, 3 de fevereiro de 1931 — Porciúncula, 27 de outubro de 1999) foi um político brasileiro.
Eleito prefeito em 15 de novembro de 1976, governou o Município de Porciúncula de 1 de fevereiro de 1977 até 31 de janeiro de 1983. Exerceu o cargo por 6 anos consecutivos, sendo o terceiro prefeito mais longevo do Município. 
Foi um dos fundadores do Lions Club de Porciúncula, do Clube de Caça e Pesca e da Associação Lar dos Velhos Antonio e Jacinta Schuwartz Vieira. Foi membro atuante da diretoria da Associação Hospital de Porciúncula e da Associação Comercial do Município.

## Realizações
- Sede da Prefeitura Municipal; [3]

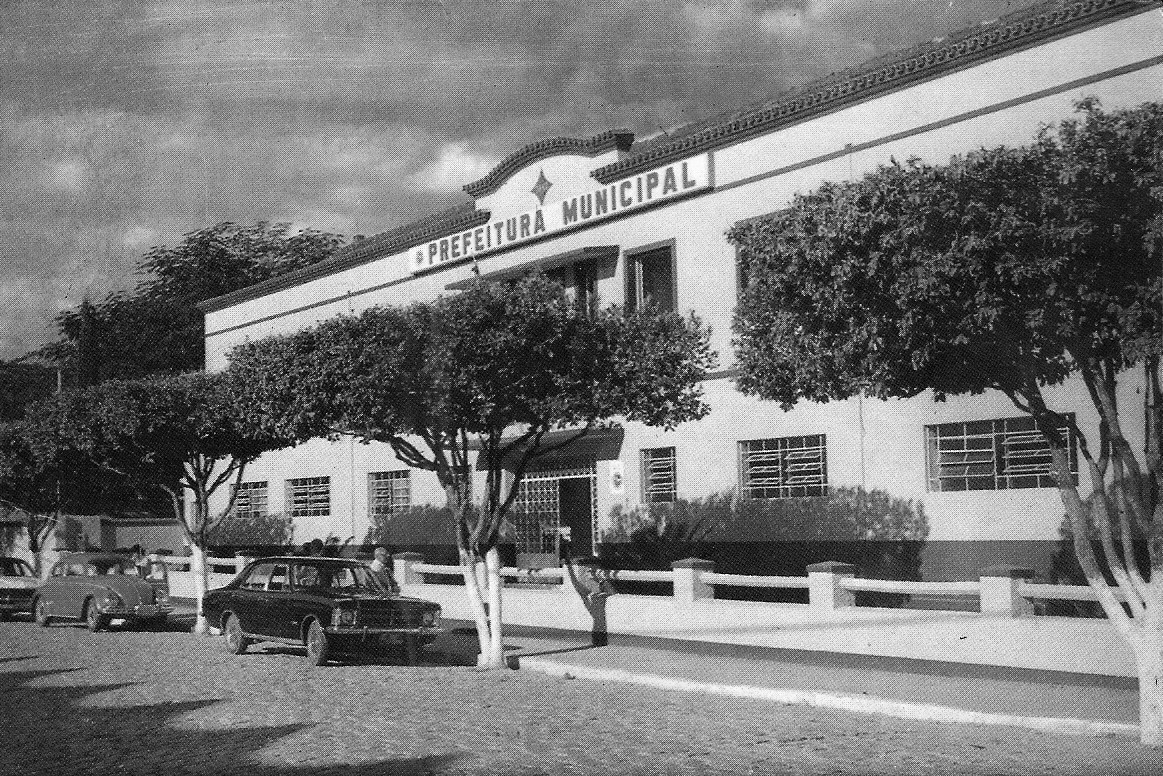

- Primeiro Plano de Governo Municipal, Lei Municipal 651/78;

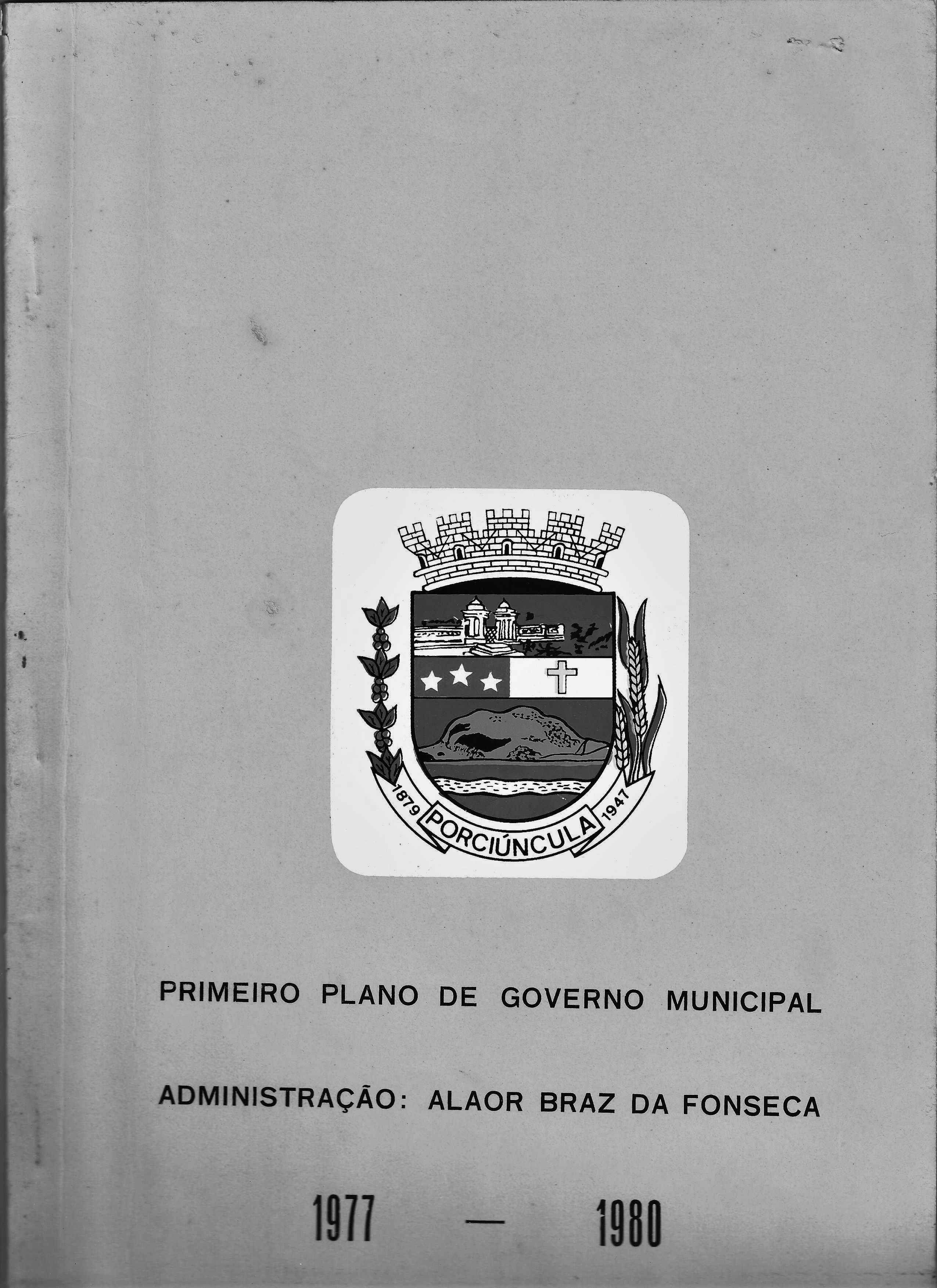

- Construção do terminal rodoviário da cidade;
- Melhoramentos na Estrada Porciúncula - Santa Clara (RJ 230), alargando a estrada para 7,60 metros com uma camada de 20 cm de saibro;
- Eletrificação Rural do Vale do Caeté;
- Construção da Unidade de Saúde do Caeté;
- Construção de 53 casas populares na Rua Maximiniano Alves Ribeiro, um dos primeiros  conjuntos habitacionais da cidade;
- Construção do Jardim de Infância Carolina Oliveira de Almeida;
- Construção da Escola Augusto Albino, no Córrego do Ouro;
- Construção da Escola Felicíssimo Francisco de Carvalho, na Capivara;
- Reforma da Escola Alexandre Brethél, no Cristo Rei;
- Reforma e modernização do Estádio Albino Friaça Cardoso, inclusive com a ampliação da arquibancada com a construção da laje;
- Construção do muro de contenção localizado no acesso ao bairro São João Batista;
- Construção de 7km de redes de esgotamento sanitário e redes pluviais;
- Construção de 14 pontes nas estradas rurais;
- Renovação da frota de veículos da prefeitura, incluíndo ambulância, máquinas e tratores;
- Construção do Conjunto Habitacional Deputado Luiz Fernando Linhares, em Santa Clara;
- Incentivou e autorizou a criação de quatro novos bairros, sendo eles: João Clóvis Breijão-  João Francisco Braz, Bela Vista e Olívia Peres Moreira;
- Implantou a Agência da Previdência Social;
- Implantou a extinta Farmácia Pública, conhecida como “Farmacinha";
- Construiu a Praça São Sebastião;
- Instalação da Agência do Banco do Brasil;
- Conseguiu junto a presidência da Caixa Econômica Federal a construção da sua nova sede, na praça Antonio Amado;
- Apoiou a criação do Núcleo Comunitário da Legião Brasileira de Assistência (LBA), cuja primeira presidente foi a primeira-dama, D. Olga Pillo da Fonseca, que exercia a função de forma voluntária;
- Realizou a retificação do Rio Carangola, a mais importante obra de mitigação das inundações já realizada no Município, conseguindo reduzir drasticamente o período das inundações e evitando que a cidade seja inundada com uma frequência maior;

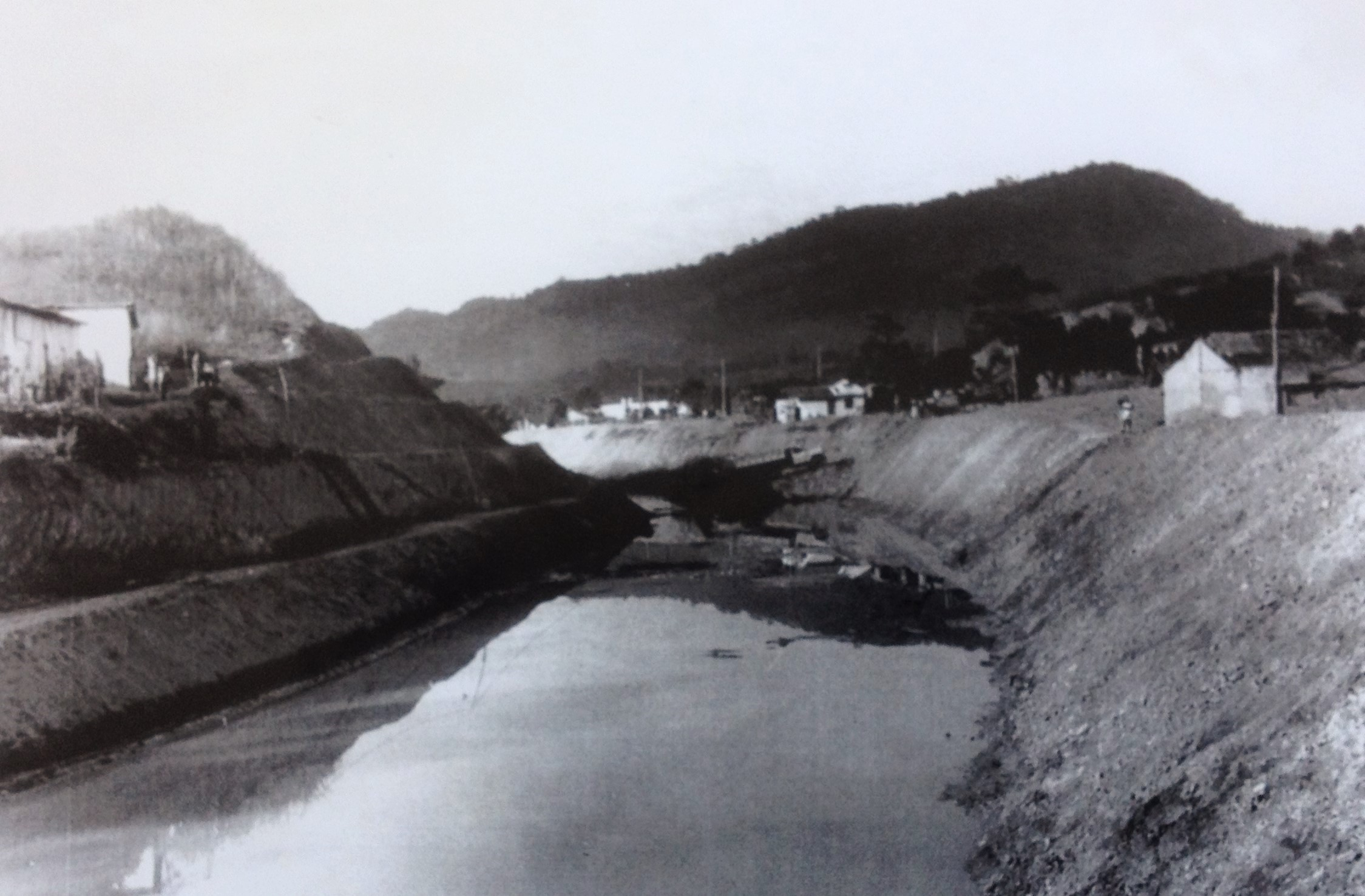

- Realizou obras de infraestrutura e pavimentação nas seguintes ruas e avenidas: Rua Poeta Theodoro de Castro Filho, Rua Frederico Pinto, Rua Furtado de Mendonça, Rua Dep. Carlos Pinto Filho, Rua Alexandre Brethél, Rua Antonio Procópio, Rua João Francisco Braz, Rua Pedro Lopes de Oliveira, Rua Fernandes Lannes, Rua Capitão Severo, Rua Dantas Brandão, Rua Sylvio Henriques da Cunha. Em Purilândia, Rua dos Ladeiras, Rua Dona Júlia, Rua Geraldino Silva e Rua da Igreja. Em Santa Clara, Avenida Santa Clara, Rua João Antonio da Costa, Rua Pinheiro da Costa e Praça Alencar da Fonseca Ramos. No Bate Pau, a Praça Nossa Senhora das Graças;
- Iniciou as obras de construção da Centro de Cultura e Desporto Prefeito Ivon Mansur;
- Realizou a primeira Exposição Agropecuária e Industrial, marcando época;
- Voo Livre - Seu governo foi o primeiro a estimular de forma direta o turismo em Porciúncula ao estimular e apoiar a realização de campeonatos de voo livre, quando realizou-se a uma etapa de um Campeonato Brasileiro de Voo Livre, tendo sua administração construído a primeira e histórica rampa de decolagem de asa delta em 1981.

## Homenagens
Em 2001, a Assembleia Legislativa do Estado do Rio de Janeiro aprovou projeto de lei, que foi sancionado pelo governador do Estado passando a denominar como Terminal Rodoviário Prefeito Alaor Braz da Fonseca, a Rodoviária da cidade de Porciúncula.
Em 2008, através de outra lei estadual, a RJ-230, no trecho que liga Porciúncula a Santa Clara, passou a denominar-se como Rodovia Prefeito Alaor Braz da Fonseca 